# Podbablje
Podbablje ist eine Gemeinde in Kroatien und gehört zur Gespanschaft Split-Dalmatien.
Podbablje ist südöstlich von der Stadt Split. Die Grenze zu Bosnien und Herzegowina ist unweit von der Gemeinde entfernt. Das Gemeindegebiet umfasst 42 Quadratkilometer. Die Gemeinde Podbablje besteht aus 8 Siedlungen: Drum, Grubine, Hršćevani, Ivanbegovina, Kamenmost, Krivodol, Podbablje Gornje und Poljica.
Die Gemeinde hatte im Jahr 2021 bei der Volkszählung 4035 Einwohner. Die meisten davon, nämlich 803 Einwohner, wohnten in Grubine.